# Wanja (Vorname)
Wanja (russisch: Ваня Wanja, hebräisch: וַנְיָה wanjāh) ist ein männlicher und weiblicher Vorname, der auch als Familienname vorkommt.

## Herkunft und Bedeutung
Bei Wanja (russisch Ваня) handelt es sich um eine Koseform von Iwan: „der Herr ist gnädig“.
Unabhängig davon findet sich der Name Wanja (hebräisch וַנְיָה) auch in der Bibel (Esr 10,36 ), wo er als hebräischer oder arabischer Name mit der Bedeutung „schwach“ gedeutet wird, und auf einem aramäischen Papyrus des 5. Jhs. v. Chr. Hier ist der Name vermutlich persischer Herkunft und bedeutet „liebenswürdig“.

## Verbreitung und Varianten

### Verbreitung
Besonders verbreitet ist der Name Wanja in Armenien, Bulgarien, Slowenien, Bosnien und Herzegowina, Serbien, Kroatien und Montenegro. In der russischen Literatur hat vor allem Anton Tschechows Onkel Wanja Weltbekanntheit erlangt. In Skandinavien wird der Name vor allem in Schweden häufig vergeben. In Portugal und Brasilien war er vor allem in den 1970er und 1980er Jahren beliebt.
In Deutschland ist Wanja ein sehr seltener Vorname.

### Männlich oder weiblich
Im russischen bzw. ostslawischen Sprachraum wird Wanja ausschließlich als männlicher Name gebraucht. In Bulgarien und anderen südslawischen Ländern ist der Name sowohl als männlicher als auch weiblicher Vorname verbreitet.
Im skandinavischen Raum wird der Name überwiegend als weiblicher Vorname vergeben. Gleiches gilt für den portugiesischen Sprachraum.
In Deutschland wird Wanja etwas häufiger an Jungen als an Mädchen vergeben, während die Variante Vanja fast ausschließlich für Mädchen genutzt wird.

### Varianten
Vom Namen Ваня existieren unterschiedliche Transkriptionen:
- Wanja
- Vanja (v. a. in Skandinavien)
- Vanya
- Wanya
- Vânia (portugiesisch)
- Vania (französisch, italienisch, spanisch)

Wanja ist die meistgebräuchliche Koseform des verbreiteten russischen Namens Iwan, daneben gibt es im Russischen weitere Verniedlichungsformen, etwa:
- Wanjetschka
- Wanka
- Wanjuscha

## Namensträger

### Bibel
- Wanja, jüdischer Rückkehrer aus Babylon.

### Schreibweise Wanja
- Wanja Gerick (* 1981), deutscher Synchronsprecher
- Wanja Lindner (* 1971), deutscher Kunstradfahr-Trainer
- Wanja Müller (* 1977/1978), deutscher American-Football-Spieler und -Trainer
- Wanja Mues (* 1973), deutscher Schauspieler und Synchronsprecher
- Wanja Slavin (* 1982), deutscher Komponist und Saxofonist
- Wanja Wiese (* 1983), deutscher Philosoph und Mathematiker

### Schreibweise Vanja
- Vanja Belić (* 1983), kroatischer Eishockeytorwart
- Vanja Černjul (* 1968), kroatischer Kameramann
- Vanja Ilić (* 1993), serbischer Handballspieler
- Vanja Iveša (* 1977), kroatischer Fußballtorwart
- Vanja Marinković (* 1997), serbischer Basketballspieler
- Vanja Milinković-Savić (* 1997), serbischer Fußballtorhüter
- Vanja Udovičić (* 1982), serbischer Wasserballspieler

## Namensträgerinnen

### Schreibweise Wanja
- Wanja Geschewa (* 1960), bulgarische Kanutin
- Wanja Todorowa Kaludowa (Ivana; * 1969), bulgarische Popfolk-Sängerin
- Wanja Lasarowa (1930–2017), mazedonische Volksmusiksängerin
- Wanja Elisabeth Lundby-Wedin (* 1952), schwedische Gewerkschafterin
- Wanja Stambolowa (* 1983), bulgarische Leichtathletin

### Schreibweise Vanja
- Vanja Brodnik (* 1989), slowenische Skirennläuferin
- Vanja Janković (* 1995), slowenische Fußballspielerin und -schiedsrichterin
- Vanja Rupena (* 1978), kroatisches Model
- Vanja Šiljak (* 1995), slowenische Fußballspielerin und Karateka
- Vanja Sky (* 1993), kroatische Sängerin
- Vanja Vukovic (* 1971), montenegrinisch-deutsche Fotokünstlerin und Fotodesignerin

### Schreibweise Vania
- Vania Alleva (* 1969), schweizerisch-italienische Gewerkschafterin, Präsidentin der Schweizer Gewerkschaft Unia
- Vania Brendel (* 1985), deutsche Theater- und Filmschauspielerin
- Vania King (* 1989), US-amerikanische Tennisspielerin
- Vania Kohli (* 1959), Schweizer Politikerin

### Schreibweise Vânia
- Vânia Bastos (* 1956), brasilianische Sängerin
- Vânia Fernandes (* 1985), portugiesische Sängerin
- Vânia Leça (* 1982), portugiesische Badmintonspielerin
- Vânia Silva (* 1980), portugiesische Hammerwerferin